# Theresia Widiastuti
Theresia Widiastuti (* 1954) ist eine ehemalige indonesische Badmintonspielerin. Sie wurde 1975 Weltmeisterin mit der indonesischen Damenmannschaft sowie 1978 und 1981 Vizeweltmeisterin.

## Karriere
Im Endspiel um den Uber Cup 1975 traf das indonesische Team einmal mehr auf Japan und gewann erstmals mit 5:2, nachdem die beiden vorangegangenen Uber-Cup-Finale jeweils mit 1:6 verloren gingen. Widiastuti unterlag in diesem Finale im Einzel Hiroe Yuki mit 7:11 und 1:11, gewann jedoch ihre beiden Doppel mit Imelda Wiguna gegen Etsuko Takenaka und Machiko Aizawa sowie gegen Hiroe Yuki und Mika Ikeda.
1978 holte sich Japan die Trophäe wieder zurück und gewann 5:2 gegen die Indonesierinnen. Diesmal verlor Theresia Widiastuti beide Doppel mit Regina Masli gegen Etsuko Takenaka und Machiko Aizawa und Mikiko Takada und Atsuko Tokuda.
Drei Jahre später unterlag Indonesien Japan im Finale erneut, wobei Widiastuti wieder in beiden Doppel sieglos blieb.
In den Einzeldisziplinen gewann Theresia Widiastuti 1974 Silber im Damendoppel bei den Asienspielen gemeinsam mit Imelda Wiguna. 1978 reichte es noch einmal zu Bronze im Doppel mit Ruth Damayanti, während sie im Mixed mit Hariamanto Kartono Silber erkämpfen konnte. 1975 wurde sie Zweite im Doppel mit Imelda Wiguna bei den All England, ein Jahr später Asienmeisterin mit Regina Masli.